# Pournoy-la-Chétive

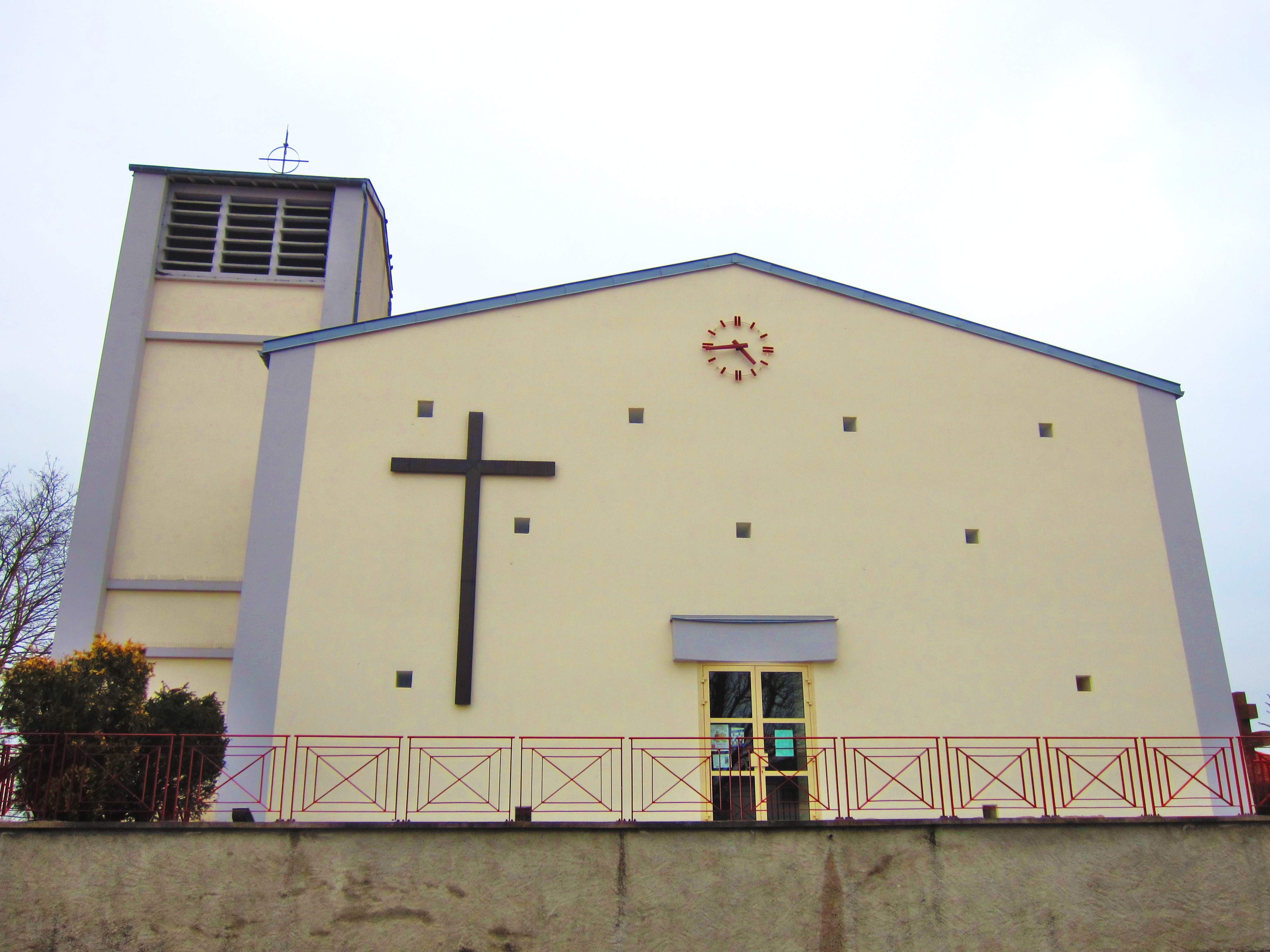
Kirche St. Remi

Pournoy-la-Chétive ist eine französische Gemeinde mit 613 Einwohnern (Stand 1. Januar 2022) im Département Moselle in der Region Grand Est (bis 2015 Lothringen). Sie gehört zum Arrondissement Metz.

## Geographie
Pournoy-la-Chétive liegt an der Seille, etwa zwölf Kilometer südlich von Metz und vier Kilometer westlich von Verny auf einer Anhöhe zwischen 171 und 197 m über dem Meeresspiegel. Das Gemeindegebiet umfasst 2,56 km².

## Geschichte
Das Dorf wurde 745 erstmals als Prunido erwähnt. Die Ortschaft gehörte früher zum Bistum Metz.
Durch den Frankfurter Frieden vom 10. Mai 1871 infolge des Deutsch-Französischen Krieges wurde die Region Deutschland einverleibt und das Dorf wurde dem Landkreis Metz im Bezirk Lothringen des Reichslandes Elsaß-Lothringen zugeordnet.
1915–1919 und 1940–1944 trug der Ort den eingedeutschten Namen Kleinprunach. 
Nach dem Ersten Weltkrieg musste die Region aufgrund der Bestimmungen des Versailler Vertrags 1919 an Frankreich abgetreten werden. Im Zweiten Weltkrieg war die Region von der deutschen Wehrmacht besetzt und stand unter deutscher Verwaltung. Im Herbst 1944 wurde Pournoy-la-Chétive von den Westalliierten eingenommen und dabei vollständig zerstört.
Der zerstörte Ort diente noch als Trainingsziel für die amerikanischen Streitkräfte.  Die französischen Behörden waren zunächst unsicher, das Dorf nach den Bombenangriffen des Zweiten Weltkriegs wieder neu aufzubauen. Es war der damalige Bürgermeister Delacour, der sich durchsetzte und den Wiederaufbau vorantrieb.

### Bevölkerungsentwicklung
| Jahr      | 1962 | 1968 | 1975 | 1982 | 1990 | 1999 | 2007 | 2019 |
| Einwohner | 152  | 170  | 345  | 563  | 520  | 666  | 679  | 630  |

## Belege
1. 1 2  Eugen H. Th. Huhn: Deutsch-Lothringen. Landes-, Volks- und Ortskunde, Stuttgart 1875, S. 302 (google.books.de).
2. ↑  Geschichte auf mairiepournoylachetive.com (französisch)